# Cantone di San Lorenzo
Il cantone di San Lorenzo è un cantone dell'Ecuador che si trova nella provincia di Esmeraldas.
Il capoluogo del cantone è San Lorenzo.